# Leschelle
Leschelle és un municipi francès situat al departament de l'Aisne i a la regió dels Alts de França. L'any 2007 tenia 283 habitants.

## Demografia

### Població
El 2007 la població de fet de Leschelle era de 283 persones. Hi havia 116 famílies de les quals 27 eren unipersonals (15 homes vivint sols i 12 dones vivint soles), 46 parelles sense fills, 39 parelles amb fills i 4 famílies monoparentals amb fills.
La població ha evolucionat segons el següent gràfic:
Habitants censats

### Habitatges
El 2007 hi havia 130 habitatges, 112 eren l'habitatge principal de la família, 12 eren segones residències i 6 estaven desocupats. Tots els 130 habitatges eren cases. Dels 112 habitatges principals, 88 estaven ocupats pels seus propietaris, 22 estaven llogats i ocupats pels llogaters i 2 estaven cedits a títol gratuït; 1 tenia una cambra, 2 en tenien dues, 15 en tenien tres, 28 en tenien quatre i 66 en tenien cinc o més. 100 habitatges disposaven pel capbaix d'una plaça de pàrquing. A 46 habitatges hi havia un automòbil i a 59 n'hi havia dos o més.

### Piràmide de població
La piràmide de població per edats i sexe el 2009 era:
| Homes | Edats   | Dones |
| ----- | ------- | ----- |
| 0     | 95 o +  | 0     |
| 0     | 90 a 94 | 0     |
| 0     | 85 a 89 | 4     |
| 4     | 80 a 84 | 0     |
| 4     | 75 a 79 | 16    |
| 12    | 70 a 74 | 8     |
| 20    | 65 a 69 | 12    |
| 12    | 60 a 64 | 8     |
| 8     | 55 a 59 | 4     |
| 20    | 50 a 54 | 12    |
| 16    | 45 a 49 | 20    |
| 0     | 40 a 44 | 8     |
| 12    | 35 a 39 | 4     |
| 0     | 30 a 34 | 4     |
| 0     | 25 a 29 | 0     |
| 12    | 20 a 24 | 1     |
| 4     | 15 a 19 | 4     |
| 12    | 10 a 14 | 4     |
| 0     | 5 a 9   | 8     |
| 4     | 0 a 4   | 4     |

## Economia
El 2007 la població en edat de treballar era de 165 persones, 115 eren actives i 50 eren inactives. De les 115 persones actives 104 estaven ocupades (64 homes i 40 dones) i 12 estaven aturades (4 homes i 8 dones). De les 50 persones inactives 21 estaven jubilades, 10 estaven estudiant i 19 estaven classificades com a «altres inactius».

### Ingressos
El 2009 a Leschelle hi havia 115 unitats fiscals que integraven 283 persones, la mediana anual d'ingressos fiscals per persona era de 16.747 €.

### Activitats econòmiques
Dels 9 establiments que hi havia el 2007, 1 era d'una empresa de fabricació de material elèctric, 2 d'empreses de construcció, 1 d'una empresa de comerç i reparació d'automòbils, 1 d'una empresa d'hostatgeria i restauració, 1 d'una empresa financera, 1 d'una empresa immobiliària, 1 d'una entitat de l'administració pública i 1 d'una empresa classificada com a «altres activitats de serveis».
Dels 3 establiments de servei als particulars que hi havia el 2009, 1 era una lampisteria, 1 perruqueria i 1 restaurant.
L'únic establiment comercial que hi havia el 2009 era una adrogueria.
L'any 2000 a Leschelle hi havia 19 explotacions agrícoles que ocupaven un total de 812 hectàrees.

## Poblacions més properes
El següent diagrama mostra les poblacions més properes.